# Psammodynastes
Psammodynastes este un gen de șerpi din familia Colubridae.

Cladograma conform Catalogue of Life:
| Psammodynastes | \| \| Psammodynastes pictus \| \| \| \| \| \| Psammodynastes pulverulentus \| \| \| \| |
|                | \| \| Psammodynastes pictus \| \| \| \| \| \| Psammodynastes pulverulentus \| \| \| \| |
|                | Psammodynastes pictus                                                                  |
|                |                                                                                        |
|                | Psammodynastes pulverulentus                                                           |
|                |                                                                                        |